# Oeneis katahdin
Oeneis katahdin är en fjärilsart som beskrevs av Newkomb 1901. Oeneis katahdin ingår i släktet Oeneis och familjen praktfjärilar. Inga underarter finns listade i Catalogue of Life.